# Китиквеј (Тексас)
Китиквеј (енгл. Quitaque) град је у америчкој савезној држави Тексас. По попису становништва из 2010. у њему је живело 411 становника.

## Демографија
Према попису становништва из 2010. у граду је живело 411 становника, што је 21 (4,9%) становника мање него 2000. године.
| Група             | 2000.       | 2010.       |
| Белци             | 282 (65,3%) | 265 (64,5%) |
| Афроамериканци    | 25 (5,8%)   | 21 (5,1%)   |
| Азијати           | 0 (0,0%)    | 0 (0,0%)    |
| Хиспаноамериканци | 117 (27,1%) | 111 (27,0%) |
| Укупно            | 432         | 411         |